# Säters landsförsamling
Säters landsförsamling var en församling i Västerås stift och i Säters kommun. Församlingen uppgick 1952 i Säters församling. 

## Administrativ historik
Församlingen var från 1500-talet kapellag i Stora Tuna församling för att 1636 brytas ut under namnet Dalsby fjärdings församling som senast 1638 namnändrades till Säters församling. 8 maj 1642 utbröts Säters stadsförsamling och denna namnändrades då till Säters landsförsamling. Församlingen utgjorde till 1642 ett eget pastorat, därefter till 1952 var den annexförsamling i ett pastorat med Säters stadsförsamling. Församlingen uppgick 1952 i Säters församling.

## Befolkningsutveckling
| Befolkningsutvecklingen i Säters landsförsamling 1810–1950                                                                                              | Befolkningsutvecklingen i Säters landsförsamling 1810–1950 | Befolkningsutvecklingen i Säters landsförsamling 1810–1950 | Befolkningsutvecklingen i Säters landsförsamling 1810–1950 | Befolkningsutvecklingen i Säters landsförsamling 1810–1950 |
| --- | ---------------------------------------------------------- | ---------------------------------------------------------- | ---------------------------------------------------------- | ---------------------------------------------------------- |
| |                                                            |                                                            |                                                            |                                                            |
| År |                                                            |                                                            | Folkmängd                                                  |                                                            |
| 1810 | 1810                                                       |                                                            | 1 518                                                      |                                                            |
| 1820 | 1820                                                       |                                                            | 1 613                                                      |                                                            |
| 1830 | 1830                                                       |                                                            | 1 699                                                      |                                                            |
| 1840 | 1840                                                       |                                                            | 1 600                                                      |                                                            |
| 1850 | 1850                                                       |                                                            | 1 754                                                      |                                                            |
| 1860 | 1860                                                       |                                                            | 1 835                                                      |                                                            |
| 1870 | 1870                                                       |                                                            | 1 877                                                      |                                                            |
| 1880 | 1880                                                       |                                                            | 1 799                                                      |                                                            |
| 1890 | 1890                                                       |                                                            | 1 915                                                      |                                                            |
| 1900 | 1900                                                       |                                                            | 1 689                                                      |                                                            |
| 1910 | 1910                                                       |                                                            | 1 855                                                      |                                                            |
| 1920 | 1920                                                       |                                                            | 1 818                                                      |                                                            |
| 1930 | 1930                                                       |                                                            | 1 836                                                      |                                                            |
| 1940 | 1940                                                       |                                                            | 1 693                                                      |                                                            |
| 1950 | 1950                                                       |                                                            | 1 628                                                      |                                                            |
| Anm: Tabellen inkluderar ej Säters stadsförsamling. Källor: Umeå universitet - Tabellverket 1749-1859, Demografiska databasen, CEDAR, Umeå universitet. |                                                            |                                                            |                                                            |                                                            |

## Kyrkor
- Säters kyrka kyrka delad med stadsförsamlingen